# André de Montbard
André de Montbard  (Montbard, 1103 - Jerusalém, 17 de janeiro ou 17 de outubro de 1156) foi o quinto Grão Mestre dos Cavaleiros Templários e o último dos fundadores da Ordem.
Ele ocupou o cargo de senescal por mais de quinze anos antes de ser nomeado mestre da Ordem. Isso aconteceu após a morte de Bernardo de Tremelay na batalha de Ascalão. De Montbard aceitou a nomeação com a única intenção de impedir a eleição de Guilherme de Chanaleilles, que era o favorito de Luís VII, rei de França.
Guilherme de Chanaleilles era filho de Guilherme I de Chanaleilles um herói da Primeira Cruzada, juntamente com Raimundo IV de Toulouse. A eleição de Chanaleilles teria permitido o rei Luís VII a controlar a Ordem do Templo. Por sua vez, esse controle poderia ter sido usado para resolver o problema delicado da Aquitânia.
Quando o rei Luís VII casou-se com Leonor da Aquitânia os territórios do reino essencialmente dobraram tal era o patrimônio que veio com o casamento. Mas, em agosto de 1152, em resposta a um pedido do rei Luís, o Papa anulou o casamento por razões de consanguinidade. Quando Leonor casou-se com Henrique II, a quem deu a mesma propriedade, o direito de metade da França foi um problema delicado. Levou a Guerra dos Cem Anos para acabar com a crise da propriedade.
Quando André de Montbard tornou-se Mestre, ele já era um velho cavaleiro. Ele estava cansado depois de passar cerca de 25 anos nas fileiras da Milícia do Templo de Jesus Cristo. Como mestre, ele não era particularmente atuante e em 1156, ele abandonou seu posto e se retirou para a Abadia de Claraval para onde antes tinha sido abade desde a sua fundação o seu sobrinho, por ser irmão da mãe de São Bernardo de Claraval, o grande responsável pela criação da regra dos templários, entretanto falecido, e repetindo o mesmo comportamento que um seu antecessor Everaldo de Barres que tinha feito o mesmo antes. No entanto passado pouco tempo terá voltado pois morreu, em Outubro de 1156, em Jerusalém, e foi sucedido por Bertrando de Blanchefort.